# Samnaun
Samnaun (en romanche Samignun) es una comuna suiza del cantón de los Grisones, situada en la Región de Engiadina Bassa/Val Müstair. Limita al norte con las comunas de Kappl (AT-7) y See (AT-7), al este con Spiss (AT-7), al sureste con Tschlin, al sur y suroeste con Ramosch, y al oeste con Ischgl (AT-7).